# 37 mm M1939 (61-K)
Il 37 M1939 (61-K), denominato ufficialmente in russo 37-мм автоматическая зенитная пушка образца 1939 года (61-К), era un cannone automatico antiaereo sviluppato alla fine degli anni trenta ed usato durante la seconda guerra mondiale. La versione terrestre fu sostituita nell'Armata rossa dal ZSU-57-2 negli anni cinquanta. Questi cannoni furono usati con successo su tutto il fronte orientale contro i bombardieri in picchiata ed altri velivoli a media e bassa quota. L'arma era efficace anche contro veicoli blindati leggeri. I serventi dei cannoni da 37 mm abbatterono 14.657 aerei dell'Asse, con una media di 905 colpi a velivolo abbattuto.

## Sviluppo
La Marina sovietica acquistò un certo numero di Bofors 25 mm Model 1933 e 1935; alle prove l'arma ebbe successo e venne deciso di sviluppare una versione da 45 mm designata 49-K. Lo sviluppo, sotto la guida dei progettisti Mikhail Loginov, I. A. Lyamin e L. V. Lyuliev, ebbe successo, ma l'esercito riteneva che il calibro 45 mm fosse troppo grande per un cannone automatico campale. Nel gennaio 1938 la Fabbrica d'artiglieria N. 8 di Sverdlovsk ebbe incarico di sviluppare un'arma da 37 mm sulla base dello stesso progetto 49-K. Il progetto fu portato avanti dal progettista capo Mikhail Loginov e dal suo assistente Lev Loktev. Le prove a fuoco del nuovo 61-K furono condotte nell'ottobre 1938. Prove comparative eseguite nel 1940 tra il 61-K ed il Bofors 40/56 non evidenziarono sostanziali differenze di prestazioni.

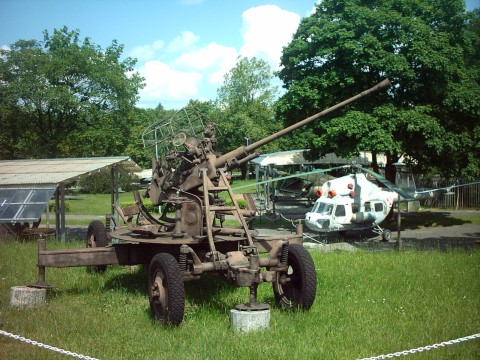
Un 61-K nella cittadella di Poznań, Polonia.

## Versioni

### Affusto terrestre
L'arma venne inizialmente installata in configurazione singola su un affusto a 4 ruote ZU-7 e venne subito immessa in servizio in un primo lotto di 900 unità. Il cannone era servito da una squadra di 8 serventi. La riserva di munizioni era di 200 colpi a pezzo, in clip di 5 colpi. La produzione sovietica totale fu di 20.000 cannoni e terminò nel 1945. L'arma venne prodotta anche in Polonia, Cina e Corea del Nord. La capacità di penetrazione dei proiettili perforanti era di 37 mm di acciaio omogeneo inclinato di 60° a 500 m di distanza e 28 mm a 90° a 1.500 m di distanza.

### Affusto navale
L'affusto navale venne prodotto come 70-K ed entrò in servizio prima dell'invasione tedesca dell'Unione sovietica, rimpiazzando il cannone semiautomatico 45 mm (21-K) su molte navi, soprattutto sui cacciamine classe T301. Il cannone 70-K fu prodotto fino al 1955, per un totale di 3.113 pezzi. 

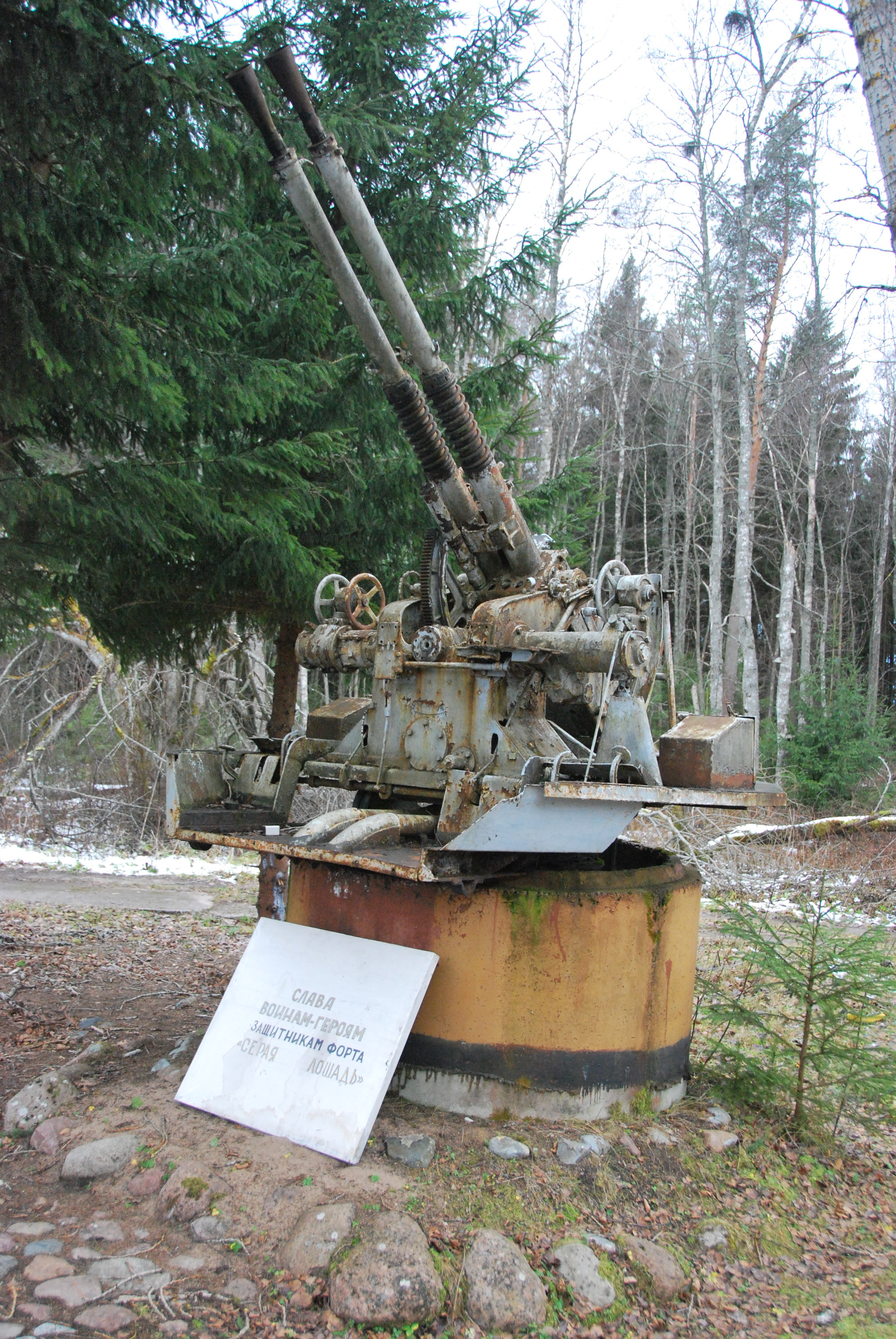
Un affusto V-11 nel forte di Seraya Loshad.

Uno svantaggio del 70-K era che richiedeva un cambio canna ogni 100 colpi sparati. Per aumentare l'autonomia nel 1944 venne immesso in servizio l'affusto V-11 (traslitterato in W-11 in Germania est e Polonia), con canna binata raffreddata ad acqua. Questa versione rimase in produzione fino al 1957, con 1.872 unità realizzate.
Negli stessi anni venne sviluppata la versione 45 mm/85, con canna allungata ad 85 calibri (di 100 mm), che venne messa in servizio nel 1954 su affusti binati e quadrinati su diverse classi di navi, inclusi i cacciatorpediniere classe Neustrashimy, Kildin e Kotlin. In seguito venne rimpiazzata dal complesso binato ZIF-31 da 57 mm.
L'affusto binato da 37 mm fu esportato in Cina, dove venne prodotto su licenza ed usato estesamente come Type 65. Una torretta basata su quest'arma venne prodotta alla fine degli anni ottanta con il nome Type 76 o H/PJA 76.

### Semovente antiaereo
Il semovente antiaereo ZSU-37 venne sviluppato verso la fine della seconda guerra mondiale ed era armato con un 37 mm M1939 (61-K) in una grande torretta a cielo aperto, montata sullo scafo del semovente d'artiglieria SU-76M.

## Tecnica
| Designazione                  | M1939       | 70K (naval) | V-11-M (naval) | 45 mm (naval) |
| ----------------------------- | ----------- | ----------- | -------------- | ------------- |
| Canne                         | 1           | 1           | 2              | 4 o 2         |
| Calibro                       | 37 mm       | 37 mm       | 37 mm          |               |
| Lunghezza canna               | 2,73 m      | 2,3 m       | 2,3 m          | 3,8 m         |
| Velocità alla volata          | 880 m/s     | 880 m/s     | 880 m/s        | 900 m/s       |
| Peso                          | 2.100 kg    | 1.750 kg    | 3.450 kg       | ?             |
| Lunghezza                     | 5,5 m       | 3,8 m       | 3,8 m          | 6 m           |
| Larghezza                     | 1,79 m      | 2,2 m       | 2,75 m         |               |
| Altezza                       | 2,11 m      | 2,2 m       | 1,8 m          |               |
| Elevazione                    | -5°/+85°    | -10°/+85°   | -10°/+85°      | 0°/+90°       |
| Velocità elevazione           | ?           | 15°/s       | 13°/s          | ?             |
| Velocità brandeggio           | ?           | 20°/s       | 17°/s          | ?             |
| Cadenza di tiro per canna     |             |             |                |               |
| (ciclico)                     | 160-170 rpm | 160-170 rpm | 160-170 rpm    |               |
| (pratica)                     | 80 rpm      | 80 rpm      | 80 rpm         | 100 rpm       |
| Gittata massima (orizzontale) | 9.500 m     | 9.500 m     | 9.500 m        | ?             |
| Tiro utile (orizzontale)      | 4.000 m     | 4.000 m     | 4.000 m        | 9.000 m       |
| Gittata massima (verticale)   | 6.700 m     | 6.700 m     | 6.700 m        | ?             |
| Tiro utile (verticale)        | 3.000 m     | 3.000 m     | 3.000 m        | 6.000 m       |
| Serventi                      | 8           | 6           | 3              | 4             |

- Corsa di rinculo: 150–175 mm

## Munizionamento
Il cannone sparava una munizione da 37 × 252 mm SR. Essa aveva un bossolo in ottone rivestito con carta cerata, con innesco a percussione KV-2U. Un piccolo filo di piombo-stagno era incluso nel bossolo per contrastare l'accumulo di rame sulle corone di forzamento dei proiettili. Le munizioni vennero prodotte in diversi paesi quali Cina, Russia, Egitto, Pakistan e Jugoslavia ed erano le stesse sparate dal cannone aeronautico NS-37. I proiettili esplosivi erano dotati di una spoletta anteriore che li rendeva adatti all'ingaggio di bersagli piccoli o in rapido movimento.
| Tipo                     | FRAG-T              | FRAG-T                   | AP-T                          | HVAP            | HE      |
| Calibro                  | 37 mm               | 37 mm                    | 37 mm                         | 37 mm           | 45 mm   |
| Paese                    | Russia              | Russia                   | Russia                        | Russia          |         |
| Nome                     | OR-167              | OR-167N                  | BR-167                        | BR-167P         | ?       |
| Spoletta                 | MG-8 PD or MG-37 PD | B-37 PD or MG-37 PD      | n/a                           | n/a             | ?       |
| Peso                     | 1,43 kg             | 1,43 kg                  | 1,47 kg                       | ?               |         |
| Proiettile               | 651 g               | 651 g                    | 737 g                         | ?               | 1,5 kg  |
| Carica esplosiva         | 35 g di A-IX-2      | 40 g di A-IX-2 o A-1Kh-2 | n/a                           | n/a             | ?       |
| Velocità alla volata     | 880 m/s             | 880 m/s                  | 880 m/s                       | 960 m/s         | 900 m/s |
| Capacità di penetrazione | ?                   | ?                        | 47 mm a 500 m 37 mm a 1.000 m | 57 mm a 1.000 m | ?       |

## Varianti
- Norinco
  - Type 55 - copia a canna singola da 37 mm M1939.
  - Type 63 - cannone 37 mm binato con stabilizzazione verticale, su scafo T-34.
  - Type 65 - copia a canna binata 37 mm.
  - Type 74 - versione migliorata del Type 65 con cadenza di fuoco aumentata.
  - Type 74SD - Type 74 con sistemi di asservimento rimossi per operare con sistema di direzione del tiro laser Type 800.
  - Type 79-III - versione aggiornata del Type 74 con direzione del tiro elettro-ottica e meccanismi di elevazione e brandeggio potenziati.
  - Type 76 - versione navale binata da 37 mm.
  - P793 - versione binata avanzata, con sistema di previsione elettro-ottico, rateo di fuoco aumentato e canne allungate (velocità alla volata 1.000 m/s). Manovrata da 5-6 uomini.
- Corea del Nord
  - versione semovente

## Utilizzatori
- Afghanistan
- Albania
- Algeria
- Angola
- Bangladesh
- Bulgaria[6]
- Cambogia
- Camerun
- Cina
- Cuba
- Egitto
- Etiopia
- Germania Est
- Finlandia
- Gabon
- Guinea
- Guinea-Bissau
- Indonesia
- Iraq
- Israele
- Laos
- Mali
- Mauritania
- Mongolia
- Marocco
- Mozambico
- Nicaragua
- Corea del Nord
- Pakistan
- Polonia
- Rep. del Congo
- Romania
- Somalia
- Unione Sovietica
- Sudan
- Siria
- Tanzania
- Thailandia
- Togo
- Tunisia
- Uganda
- Vietnam
- Yemen
- Jugoslavia
- Zaire
- Zambia
- Zimbabwe